# Gerald Emerick
Gerald Emerick est un acteur, réalisateur et scénariste américain.

## Filmographie

### Acteur
- 1995 : USS Alabama
- 1996 : Sergent Bilko (Sgt. Bilko) de Jonathan Lynn : Non crédité
- 1997 : Ally McBeal - Série télévisée, 1 épisode
- 1998 : Le Prince de Sicile
- 1998 : Pleasantville
- 1999 : Dans la peau de John Malkovich
- 2000 : Space Cowboys
- 2000 : La Vie avant tout - Série télévisée, 2 épisode
- 2004 : Who's Kyle?
- 2004 : LAX - Série télévisée, 1 épisode
- 2006 : Tout le monde déteste Chris - Série télévisée, 1 épisode

### Réalisateur
- 2004 : Who's Kyle?

### Scénariste
- 2004 : Who's Kyle?

### Producteur
- 2004 : Who's Kyle?

### Cascadeur
- 2004 : Who's Kyle?
- 1996 : Le Crime du siècle